# Xena (seriál)
Xena (v anglickém originále Xena: Warrior Princess) je americký fantastický televizní seriál, který byl premiérově vysílán v syndikaci letech 1995–2001, kdy bylo v šesti řadách natočeno celkem 134 dílů. Je spin-offem seriálu Herkules. Seriál Xena se odehrává ve starověkém Řecku a sleduje příběh stejnojmenné amazonské bojovnice. Natočen byl na Novém Zélandu, produkován byl společností Renaissance Pictures.

## Příběh

### Děj seriálu
Celý seriál je historická fantasy, odehrávající se ve starověkém Řecku. Není však časově ohraničen a obsahuje různé orientální, egyptské i středověké prvky. Seriál zobrazuje dobrodružství udatné bojovnice jménem Xena (Lucy Lawless), která bojuje s vlastní minulostí a snaží se napravovat své hříchy. Xenu během jejího putování doprovází Gabriella (Renee O'Connor), dívka, která se stane její nejlepší přítelkyní. Z Gabrielly se postupem času stává sebevědomá žena a její charakter se naplno vyvíjí.

### Témata
Xena si půjčuje jména i témata z různých mytologií po celém světě, a tyto mytologie a především zápletky jednotlivých epizod si upravuje podle potřeby. Historické osobnosti a události z různých časových epoch a mýtů se často v seriálu objevují, zatímco Xeně a Gabrielle jsou mnohdy připisovány důležité historické události. Hlavní dvojice se tak setkává s Homérem či Helenou Trojskou, ale i s Caesarem. Právě mix těchto různých období a mytologických prvků udělal z Xeny kultovní seriál konce 90. let. Zároveň byla Xena jedna z mála show, která se dostala mezi fanoušky pomocí internetu - lidé tak mohli okamžitě diskutovat o aktuálních věcech týkající se seriálu. Fandom Xeny je proto stále živý i v současné době.
Seriál obsahuje drama, komedii, bizarní epizody, epizody plné akce nebo dobrodružství. Ačkoliv se Xena zdánlivě odehrává v antické době, témata jsou v zásadě nadčasová: přijmutí zodpovědnosti za svoje skutky, cena lidského života, osobní svoboda a obětování se, přátelství. Jak již bylo zmíněno, žánrů je v seriálu hned několik, proto se fanoušci dočkali i dvou muzikálních epizod.

## Obsazení

### Hlavní role
- Lucy Lawless jako Xena
- Renee O'Connor jako Gabriella (v originále Gabrielle)

### Vedlejší role
- Kevin Smith jako Arés
- Claire Stansfield jako Alti
- Hudson Leick jako Kalistó
- William Gregory Lee jako Virgil
- Bruce Campbell jako Autolycus
- Tim Omundson jako Eli
- Ted Raimi jako Joxer
- Alexandra Tydings jako Afrodita
- Robert Trebor jako Salmoneus
- Jennifer Sky jako Amarice
- Alison Wall jako Minya
- Jay Laga'aia jako Draco
- Lucy Lawless jako Meg, Diana a Leah
- Marton Csokas jako Borias
- Adrienne Wilkinson jako Eva
- Danielle Cormack jako Ephiny
- Kevin Sorbo jako Herkules
- Michael Hurst jako Ioláos

## Hudba
Znělka seriálu, kterou složil Joseph LoDuca, vychází z tradiční bulharské písně „Kaval Sviri“, a nazpíval ji ženský sbor Le Mystere Des Voix Bulgares. V seriálu Herkules, v epizodě „The Warrior Princess“, je původní verze „Kaval Sviri“ použita ve scéně, kdy Xena přijíždí do bitvy.
Joseph LoDuca získal za svoje dílo v roce 2000 cenu Emmy.

## Vysílání
| Řada | Díly | Premiéra v USA | Premiéra v USA    | Premiéra v ČR    | Premiéra v ČR     |
| Řada | Díly | První díl      | Poslední díl      | První díl        | Poslední díl      |
| ---- | ---- | -------------- | ----------------- | ---------------- | ----------------- |
| 1    | 24   | 4. září 1995   | 29. července 1996 | 4. dubna 1997    | 23. října 1997    |
| 2    | 22   | 30. září 1996  | 12. května 1997   | 29. října 1997   | 16. prosince 1997 |
| 3    | 22   | 29. září 1997  | 11. května 1998   | 6. prosince 1998 | 4. dubna 1999     |
| 4    | 22   | 28. září 1998  | 17. května 1999   | 18. února 2001   | 5. května 2001    |
| 5    | 22   | 27. září 1999  | 15. května 2000   | 6. května 2001   | 21. července 2001 |
| 6    | 22   | 2. října 2000  | 18. června 2001   | 16. června 2003  | 25. srpna 2003    |

## Ocenění
Xena získala Emmy v roce 2000 ocenění za vynikající hudební kompozice.